# Oberuzwil
Oberuzwil är en ort och kommun i distriktet Wil i kantonen Sankt Gallen, Schweiz. Kommunen har 6 674 invånare (2023).
I kommunen finns även byarna Bichwil och Niederglatt samt ett antal mindre byar.
| Ort         | Invånare 1 jan 2019 |
| ----------- | ------------------- |
| Oberuzwil   | 4 893               |
| Bichwil     | 999                 |
| Niederglatt | 330                 |